# Línia evolutiva de Chinchou
Aquesta línia evolutiva de Pokémon inclou Chinchou i Lantern.

## Chinchou
Chinchou és una de les espècies que apareixen a la franquícia Pokémon, una sèrie de videojocs, anime, mangues, llibres, cartes col·leccionables i altres mitjans que va ser inventada per Satoshi Tajiri i ha generat milers de milions de dòlars en beneficis per a Nintendo i Game Freak. És de tipus aigua i elèctric. Evoluciona a Lanturn.

## Biologia
Chinchou és un Pokémon que viu en aigües molt profundes i fosques, per la qual cosa va desenvolupar la capacitat per a comunicar-se amb els de la seva espècie a través de senyals lluminosos que es generen a partir de les seves aparents antenes amb ajuda de tècniques de bioluminescència i electricitat, realment no són antenes, són tentacles, els quals estan carregats un amb un pol negatiu i l'altre amb un pol positiu. També les sol utilitzar per a atraure a les seues preses, des de petits Tentacool fins a enormes Seaking. Les dues antenes de Chinchou estan plenes de cèl·lules que generen potent electricitat. Creen tal quantitat que fins al mateix Pokémon sent cert formigueig.
Cada vegada que se sent amenaçat llança atacs elèctrics sota l'aigua amb els quals pretén atordir als seus enemics, quan estan en bancs, els Chinchou són capaços de combinar els seus atacs elèctrics per a generar llamps molt més poderosos.
Els Chinchou són molt alegres i bromistes, per això són fàcils de manipular, però també poden portar greus conseqüències. Normalment viuen en el fons del mar però se sap que poden caminar en terra ferma amb les seves petites potes encara que cal tenir en compte que es deshidraten molt ràpidament pel que no poden durar molt temps fora de l'aigua.

## Lanturn
Lanturn és una de les espècies que apareixen a la franquícia Pokémon, una sèrie de videojocs, anime, mangues, llibres, cartes col·leccionables i altres mitjans que va ser inventada per Satoshi Tajiri i ha generat milers de milions de dòlars en beneficis per a Nintendo i Game Freak. És de tipus aigua i elèctric. Evoluciona de Chinchou.